# Mali Didușîci, Strîi
Mali Didușîci (în ucraineană Малі Дідушичі) este un sat în comuna Velîki Didușîci din raionul Strîi, regiunea Liov, Ucraina.

## Demografie
Componența lingvistică a localității Mali Didușîci
     Ucraineană (99,77%)
     Alte limbi (0,12%)
Conform recensământului din 2001, majoritatea populației localității Mali Didușîci era vorbitoare de ucraineană (99,77%), existând în minoritate și vorbitori de alte limbi.